# Les Gets
Les Gets é uma comuna francesa situada no departamento da Alta-Saboia, na região de Auvérnia-Ródano-Alpes

## Toponímia
No patois local, gets designa um corredor por onde se desce a madeira cortada. Esta deve ser a razão porque ainda hoje o aquecimento a lenha seja o mais importante de toda a região.

## História
As primeiras referências a Les Gets aparecem em 1135 num foro da Abadia de Aulps assim como num outro da Abadia de Aulps e o priorado de Contamines

## Geografia
Situa-se a meia montanha, 1 200 m, ao nível do colo de montanha de "Les Gets", o qual o separa do vale de Aulps ao norte, e do de Taninges a sul, e faz parte do maciço do Chablais

## Desporto
Les Gets é uma das 12 estações que fazem parte do domínio esquiável das Portes du Soleil.